# Pouteria malaccensis
Pouteria malaccensis là một loài thực vật có hoa trong họ Hồng xiêm. Loài này được (C.B.Clarke) Baehni miêu tả khoa học đầu tiên năm 1942.